# Lučební závody Kolín
Lučební závody a.s. Kolín jsou chemická továrna v Kolíně.

## Vznik
Společnost byla založena 23. březnu roka 1871. V tehdejších novinách Průmyslník o tom napsali: „Ministerstvo povolilo Františku Horskému a soudruhům, by mohli sestaviti společnost k účelu zřízení akcijní továrny na vyrábění umělého hnojiva a lučebnin se sídlem v Kolíně nad Labem.“
Akciová továrna na vyrábění umělých hnojiv a lučebnin v Kolíně již následujícího roku vyráběla kyselinu sírovou a superfosfát.[zdroj?]
V roce 1898 proběhlo sloučení s Akciovou továrnou na umělá hnojiva, lučebniny a spodium v Pečkách (včetně pobočky v Neu-Erlau u Vídně). V roce 1900 byly zakoupeny Továrny na strojená hnojiva v Českých Budějovicích. Od roku 1901 vystupovala firma jako Akciová továrna na vyrábění umělých hnojiv a lučebnin v Kolíně.
Dne 18. září 1925 byla firma zapsána jako Akciové továrna na vyrábění lučebnin v Kolíně s možností používat německý název (Aktienfabrik zur Erzeugung Chemikalien in Kolin). Od roku 1876 do roku 1926 byl ředitelem Dr. Antonín Pavelec.
V roce 1946 bylo zřízeno 11 ústředních orgánů, které byly mezičlánkem mezi národními podniky a ministrem. Ústřední orgány měly podřízené národní podniky řídit. Také ale pro podřízené národní podniky nakupovaly vstupní komodity a jejich produkty prodávaly. Pro tuto ekonomickou činnost měly i ústřední orgány formu národních podniků.
Jedním z ústředních orgánů byly Československé chemické závody, národní podnik, který řídil:
- Rafinerie minerálních olejů n. p. Pardubice
- Spojené farmaceutické závody n. p. Praha
- Ostravské chemické závody n. p. Ostrava
- Spolek pro chemickou a hutní výrobu n. p. Praha
- Stalinovy chemické závody n. p. Most
- Synthesia - chemické závody n. p. Praha, které měly závody: • Explosia, Syntesia, Spole

Národní podnik Synthesia - chemické závody n. p. Praha řídil:
- závod Explosia, Semtín
- závod Synthesia, Semtín
- závod Společnost pro výrobu draselnatých louhů, Kolín
- závod Továrna na umělá hnojiva a lučebniny, Slatiňany
- závod A. Schram, Lovosice
- závod Rolnické lučební závody, Přerov
- závod Pražské chemické závody (Kolín, Pečky, Slaný)

Lučební závody Kolín již byly pouhým provozem závodu Pražských chemických závodů.

## Po roce 1948
Dne 20. července 1948 byly vyjmuty závody ve Slatiňanech a Kolíně z podniku Synthesia, chemické závody. Současně byly zřízeny Lučební závody Kolín, národní podnik (Vyhláška ministra průmyslu 1388 ze dne 20. července 1949). 14 dní po zřízení národního podniku byl zpětně vyjmut závod Hraničná z podniku Synthesia, chemické závody a přiřazen k Lučebním závodům Kolín (Vyhláška ministra průmyslu č.107 ze dne 17. prosince 1949).
Dne 1. ledna 1984 vznikly Lučební závody, národní podnik (Rozhodnutí ministra průmyslu ČSR č. 33/1983 ze dne 23. 12. 1983).[zdroj?] Současně byla zřízena VHJ (výrobně hospodářská jednotka) Brno, oborový podnik Brno pod níž Lučební závody n. p. Kolín spadaly. Dne 1. července 1988 firma ztratila firma právní subjektivitu a byla začleněna do Lachema Brno, státní podnik (Rozhodnutí ministra průmyslu ČSR č.34/1988 i ze dne 27. 6. 1988).[zdroj?]

## Po roce 1989
Dne 1. listopadu 1990 byly zřízeny Lučební závody, státní podnik.[zdroj?] Dne 1. května 1992 vznikly Lučební závody Kolín a.s. Dne 17. srpna 1994 se společnost rozdělila na Lučební závody a.s. Kolín a Lučební závody Draslovka a.s. Kolín.

## Produkty
- silikonové tmely, kaučuky, pásky a hydrofobizace
- silikonové oleje, vazelíny, odpěňovače a laky
- redukční činidlo, používané pro hydrogenační reakce především ve farmaceutickém průmyslu - Synhydrid[17]
- akrylátové tmely
- disperzní omítkoviny pro stavebnictví[18]